# 和歌山県公安委員会
和歌山県公安委員会（わかやまけんこうあんいいんかい）は、和歌山県警察を管理するため和歌山県知事所轄の下に設置される行政委員会である。3人の委員で組織される。所在地は和歌山市小松原通1丁目1番地1である。

## 委員
2021年現在
- 委員長 - 竹田純久
- 委員 - 細江美則、中野幸生

## 下部組織
- 和歌山県警察